# Ollávarre
Ollávarre (antiguamente en español Ollabarre; oficialmente Ollávarre/Olabarri) es un concejo del municipio de Iruña de Oca, en la provincia de Álava, España.

## Toponimia
El lugar puede aparecer referido como «Ollávarre» y «Ollabarre».

## Despoblados
Forman parte del concejo una fracción de los despoblados de:
- Garzalha.[4]
- Huerzas.[5]
- Lupierro.[6]
- Sosas.[7]

Forma parte del concejo el despoblado de:
- San Pedro de Saelices.[8]

## Historia
Hacia mediados del siglo XIX, el lugar, por entonces perteneciente al ayuntamiento de Nanclares de la Oca, tenía contabilizada una población de 115 habitantes. Aparece descrito en el duodécimo volumen del Diccionario geográfico-estadístico-histórico de España y sus posesiones de Ultramar de Pascual Madoz con las siguientes palabras:

OLLABARRE: v. del ayunt. de Nanclares de la Oca, en la prov. de Alava (á Vitoria 2 leg. y 1/4), part. jud. de Añana (2 3/4), aud. terr. de Búrgos, c. g. de las Provincias Vascongadas, dióc. de Calahorra (18): sit. á la falad de un monte; clima templado y le combaten los vientos E.. S. y O. Tiene 13 casas; escuela para ambos sexos; igl. parr. dedicada á San Esteban proto-mártir, servida por 2 beneficiados, uno de entera y otro de media racion, y una fuente para surtido del vecindario. El térm. confina N. sierra de Badaya; E. Nanclares; S. Tuijo, y O. Montevite; y comprende en su estension un monte encinar. El terreno es regular. caminos: el de Nanclares y el que conduce á la cap. de la prov. El correo se recibe de Vitoria por los interesados. prod.: trigo, cebada, avena y menucias; cria de ganado cabrío; caza de lobos, zorros y palomas torcaces. pobl.. 15 vec., 115 alm. riqueza y contr.: con su ayunt. (V.).
(Madoz, 1849, p. 269)

En la actualidad, pertenece al municipio de Iruña de Oca. En 2022, tenía empadronados 253 habitantes.

## Demografía
| Gráfica de evolución demográfica de Ollávarre entre 2000 y 2017 |
|                                                                 |
| Población de derecho según los censos de población del INE.     |

## Patrimonio

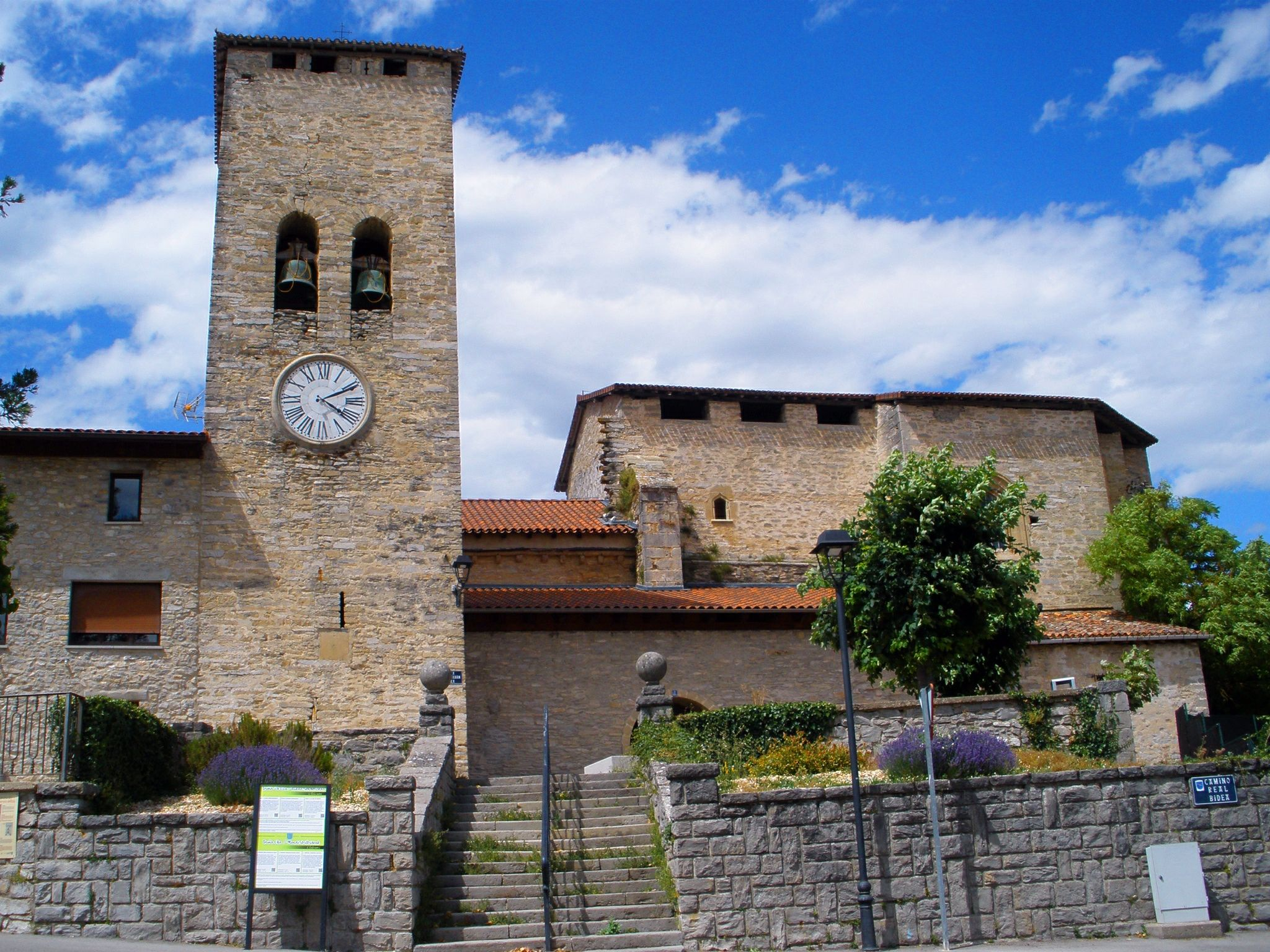
Vista de la iglesia de San Esteban Proto Mártir

Hay en el concejo una iglesia de San Esteban Proto Mártir.